# Toptschubek Turgunalijew

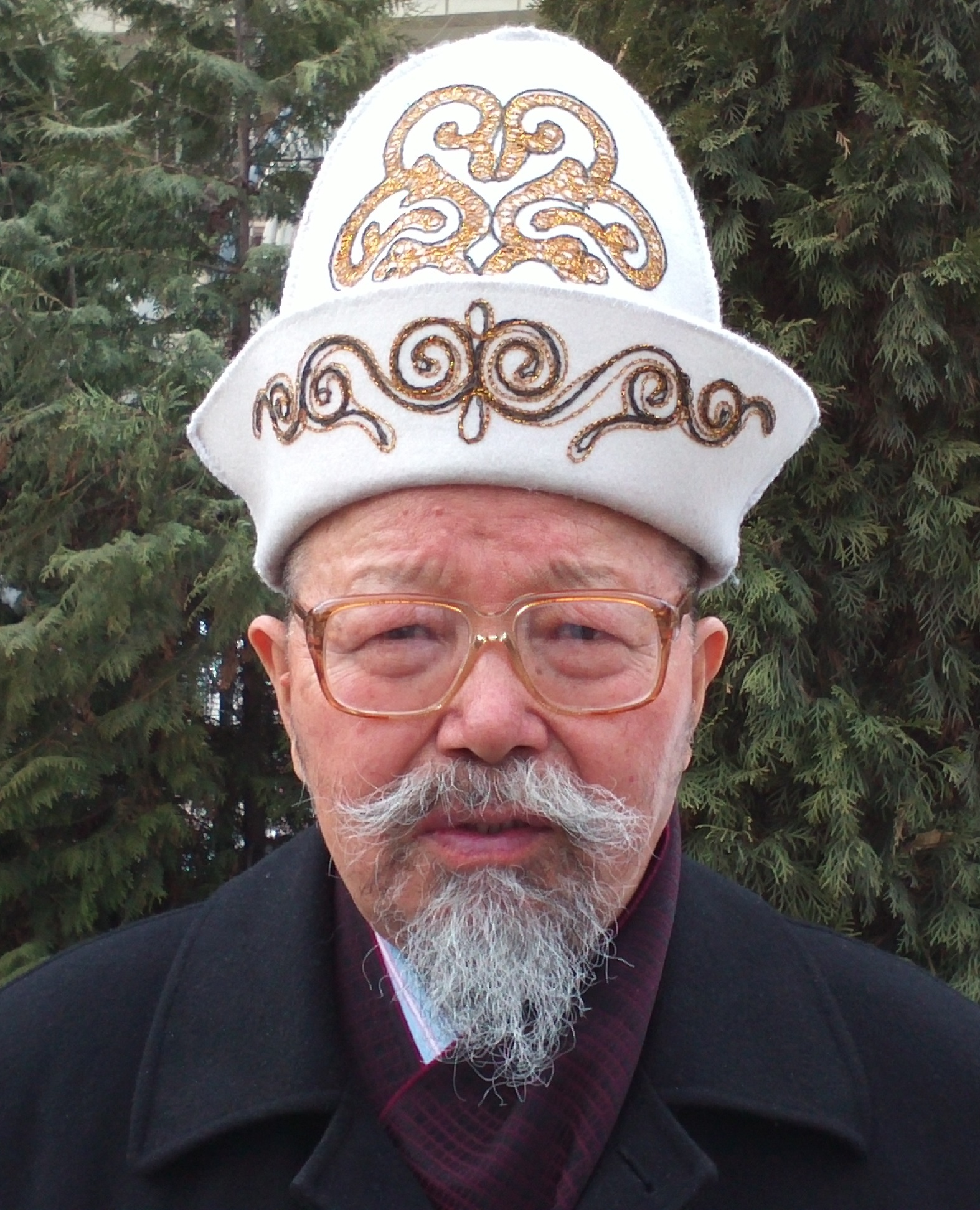
Toptschubek Turgunalijew (2012)

Toptschubek Turgunalijewitsch Turgunalijew (kirgisisch und russisch Топчубек Тургуналиевич Тургуналиев; * 5. Juli 1941 in Temirgen-Sai) ist ein kirgisischer Politiker.

## Leben
Turgunalijew wurde am 5. Juli 1941 in Temirgen-Sai, einem abgelegenen Dorf (ajyl) im Oblus Dschalal-Abad, geboren. Er schloss an der Moskauer Staatlichen Universität für Kultur ab und erhielt 1975 eine Aspirantur. 1966–69 lehrte er in verschiedenen Positionen am Kirgisischen Pädagogischen Frauen-Institut in Frunse. Danach war er bis 1975 Leiter der Abteilung für Kultur des Zentralkomitees der Kirgisischen Sozialistischen Sowjetrepublik, ehe er ab 1975 das Kirgisische Opern- und Balletttheater leitete. 1980 kehrte er als Leiter der Abteilung für Philosophie in das Kirgisische Pädagogische Frauen-Institut zurück. Diese Abteilung leitete er für zwölf Jahre bis 1992. 1990 wurde er, parallel zu seinem ersten Beruf, einer der Gründungsmitglieder der Demokratischen Bewegung Kirgisistans (DMK) und wurde sogleich zum Vorsitzenden der Bewegung gewählt. Die Bewegung war Unterstützer Askar Akajews beim Wahlsieg gegen den Kommunisten Absamat Masalijew. Bald begann er jedoch, Akajew offen zu kritisieren und ihn für die schlechte Wirtschaftslage und die Korruption zu beschuldigen. Im Jahr 1991 wurde er zum Vorsitzenden der von der Demokratischen Bewegung abgespalteten Partei Erkin Kirgistan (Erkin) gewählt. Die Partei wollte einen nationalistischeren Kurs setzen und profilierte sich, anders als die Demokratische Bewegung, als Oppositionspartei gegen die Politik Askar Akajews. Akajews Regierung wurde zunehmend autoritärer und begann, politische Gegner zu unterdrücken. 1997 wurde Turgunalijew mit der Begründung, er sei korrupt gewesen, festgenommen. Er wies die Anschuldigungen zurück. Seine Anhänger behaupteten, seine Inhaftierung sei politisch motiviert und illegitim. 2001 wurde er unter nationalen und internationalen Druck freigelassen, wonach er Vorsitzender des Instituts für Freiheit und Menschenrechte in Bischkek wurde. Er war einer der Hauptakteure im Aksy-Konflikt, in dem Akajew beinahe gestürzt wurde und der Opposition danach mehr Rechte zugestand.
Ab 2007 war er Spitzenkandidat der Erkin. Bis 2008 war er Vorsitzender des politischen Rates der Erkin-Partei. 2009 trat er aus der Partei aus, da diese Kurmanbek Bakijew unterstützte. Nach dem Regierungswechsel 2010 wurde er Berater der Übergangspräsidentin Rosa Otunbajewa.
Turgunalijew ist verheiratet und hat 6 Kinder und 8 Enkelkinder.

## Auszeichnungen
- Manas-Orden I. Klasse (2011)[2]